# 深海異獸
是一部2020年的美國科幻恐怖電影，由威廉·尤班克執導，布萊恩·杜菲爾德和亞當·柯薩德編劇。主演是姬絲汀·史超域、雲遜·卡素、傑西卡·亨維克、小约翰·加拉赫、馬莫多·阿西和T·J·米勒。本片講述一群在海底的科學家，在一場地震摧毀了他們的實驗室後遇到一群生物。
《深海異獸》在2020年1月10日上映，二十世紀福斯以名义上负责北美發行，华特迪士尼工作室電影负责海外发行。本片的評價褒貶不一。這是最後一部以二十世紀福斯名字發行的電影。

## 演員
- 姬絲汀·史超域 飾 Norah Price
- 雲遜·卡素 飾 Captain
- T·J·米勒 飾 Paul
- 傑西卡·亨維克 飾 Emily Haversham
- 小约翰·加拉赫 飾 Liam Smith
- 馬莫多·阿西（英语：Mamoudou Athie） 飾 Rodrigo
- 岡納·萊特（英语：Gunner Wright） 飾 Lee

## 发行
《深海异兽》于2020年1月10日在美国上映，2020年2月7日在英国电影院上映。

## 外部連結
- 官方網站 （页面存档备份，存于） on Fox Movies
- 互联网电影数据库（IMDb）上《深海異獸》的资料（英文）